# KNVB Beker 2024/25 (vrouwen)
De 45e editie van de KNVB Beker vrouwen ging op 28 januari 2025 van start met de eerste ronde en eindigde op zaterdag 10 mei 2025 met de finale. FC Twente wist in die finale met 2–1 van PSV te winnen en won daarmee voor de vierde keer de beker.

## Opzet
In de eerste ronde speelden de vier halve finalisten van de KNVB Beker (vrouwen amateurvoetbal) 2024/25, de drie standaardelftallen uit de Vrouwen Eerste divisie 2024/25 en het hoogst geëindigde beloftenteam van de Vrouwen Eerste divisie 2023/24. Elk amateurelftal speelde thuis tegen een van de Eerste divisie elftallen.
In de achtste finales stroomden de Eredivisie-teams in. Indien zowel het beloftenteam als het standaardelftal van die club zich allebei voor de kwartfinales zouden plaatsen, dan zouden deze via een gestuurde loting in een kwartfinale aan elkaar worden gekoppeld. PSV en Jong PSV lootten echter al in de achtste finales tegen elkaar, zodat deze situatie zich niet voordeed.

### Speeldata
| Ronde           | Speeldata                 |
| --------------- | ------------------------- |
| Eerste ronde    | 28 januari en 1 februari  |
| Achtste finales | 13, 14, 15 en 16 februari |
| Kwartfinales    | 14, 15 en 16 maart        |
| Halve finales   | 12 en 15 april            |
| Finale          | 10 mei                    |

## Wedstrijden

#### Eerste ronde
|                           |                                                   |       |                   |                                                        |
| 28 januari 2025 20.00 uur | Saestum (3)                                       | 3 – 0 | De Graafschap (2) | Sportpark Saestum, Zeist Scheidsrechter: Nick Hendrikx |
| 28 januari 2025 20.00 uur | Samira van Otterloo 13', 16' Jill van de Haar 26' |       |                   | Sportpark Saestum, Zeist Scheidsrechter: Nick Hendrikx |

|                           |                                              |       |                      |                                                                  |
| 1 februari 2025 12.00 uur | Ter Leede (3)                                | 3 – 1 | Sparta Rotterdam (2) | Sportpark De Roodemolen, Sassenheim Scheidsrechter: Mike van Dam |
| 1 februari 2025 12.00 uur | Anne Sellies 4', 55' Romy Dalebout 64' (pen) |       | 73' Indi van Dalen   | Sportpark De Roodemolen, Sassenheim Scheidsrechter: Mike van Dam |

|                           |                                                         |       | |                                                          |
| 1 februari 2025 12.15 uur | DTS Ede (3)                                             | 3 – 6 | NAC Breda (2) | Sportpark Inschoten, Ede Scheidsrechter: Roderick Klaver |
| 1 februari 2025 12.15 uur | Jill Pijnappels 54' Eefje van den Nieuwenhof 83', 90+1' |       | 16' Lynn Verhoef 39' Cacharel Promes 58' Fleur Mol 76' Brigitte Franken 80' Stephanie Coelho Aurélio 90+5' Kamal Laamouz | Sportpark Inschoten, Ede Scheidsrechter: Roderick Klaver |

|                           |                                                                               |              |                                                                                     |                                                               |
| 1 februari 2025 15.00 uur | DSS (3)                                                                       | 1 – 1 (n.v.) | Jong PSV (2)                                                                        | Sportpark Pim Mulier, Haarlem Scheidsrechter: Pim Sturkenboom |
| 1 februari 2025 15.00 uur | Rachel van Netten 3'                                                          |              | 36' Lenny van Grotel                                                                | Sportpark Pim Mulier, Haarlem Scheidsrechter: Pim Sturkenboom |
| 1 februari 2025 15.00 uur | Strafschoppen                                                                 |              |                                                                                     | Sportpark Pim Mulier, Haarlem Scheidsrechter: Pim Sturkenboom |
| 1 februari 2025 15.00 uur | Renée Jonker Jacintha Steinmetz Luna van Santen onbekend Reva Ros Moïse Cevat | 4 – 5        | Bente Vermeer Merle Touw Lenny van Grotel onbekend Aniek Janssen Tess van der Vliet | Sportpark Pim Mulier, Haarlem Scheidsrechter: Pim Sturkenboom |

#### Achtste finales
|                            |              |         | |                                                                  |
| 13 februari 2025 18.00 uur | Jong PSV (2) | 0 – 7   | PSV (1)                                                                                               | PSV Campus De Herdgang, Eindhoven Scheidsrechter: Sterre Bijlsma |
| 13 februari 2025 18.00 uur |              | Verslag | 12' Riola Xhemaili 13', 31', 78' Fenna Kalma 16' Nina Nijstad 27' Shanique Dessing 90+1' Joëlle Smits | PSV Campus De Herdgang, Eindhoven Scheidsrechter: Sterre Bijlsma |

|                            |                                          |         |                      |                                                                         |
| 14 februari 2025 19.30 uur | AZ (1)                                   | 2 – 1   | FC Utrecht (1)       | AFAS Trainingscomplex, Wijdewormer Scheidsrechter: Illian Groothuismink |
| 14 februari 2025 19.30 uur | Desiree van Lunteren 21' Floor Spaan 84' | Verslag | 23' Lotje de Keijzer | AFAS Trainingscomplex, Wijdewormer Scheidsrechter: Illian Groothuismink |

|                            |                                                                                                |              | |                                                                 |
| 14 februari 2025 19.30 uur | sc Heerenveen (1)                                                                              | 1 – 1 (n.v.) | PEC Zwolle (1)                                                                                     | Sportpark Skoatterwâld, Heerenveen Scheidsrechter: Bram de Meij |
| 14 februari 2025 19.30 uur | Jet van Beijeren 90'                                                                           | Verslag      | 78' Sterre Kroezen                                                                                 | Sportpark Skoatterwâld, Heerenveen Scheidsrechter: Bram de Meij |
| 14 februari 2025 19.30 uur | Strafschoppen                                                                                  |              | | Sportpark Skoatterwâld, Heerenveen Scheidsrechter: Bram de Meij |
| 14 februari 2025 19.30 uur | Jet van Beijeren Elfi Maass Chantal Schouwstra Britt Udink Fenna Meijer Eef Smits Roos de Haas | 5 – 4        | Sterre Kroezen Naomi Hilhorst Kely Pruim Mayke Lindner Inge Tijink Vita van der Linden Ilse Kemper | Sportpark Skoatterwâld, Heerenveen Scheidsrechter: Bram de Meij |

|                            |                                     |         |               |                                                               |
| 15 februari 2025 16.00 uur | Fortuna Sittard (1)                 | 3 – 0   | Ter Leede (3) | Sportpark Pronsenbroek, Heerlen Scheidsrechter: Niels Cremers |
| 15 februari 2025 16.00 uur | Sanne Arons 1' Femke Prins 39', 67' | Verslag |               | Sportpark Pronsenbroek, Heerlen Scheidsrechter: Niels Cremers |

|                            |          |         |                                        |                                                        |
| 15 februari 2025 17.00 uur | Ajax (1) | 0 – 2   | FC Twente (1)                          | De Toekomst, Amsterdam Scheidsrechter: Manon Plandsoen |
| 15 februari 2025 17.00 uur |          | Verslag | 21' Rose Ivens 45' Kayleigh van Dooren | De Toekomst, Amsterdam Scheidsrechter: Manon Plandsoen |

|                            |                                      |              |                                                                             |                                                                      |
| 15 februari 2025 17.00 uur | Excelsior (1)                        | 2 – 4 (n.v.) | Feyenoord (1)                                                               | Van Donge & De Roo Stadion, Rotterdam Scheidsrechter: Nicholas Henon |
| 15 februari 2025 17.00 uur | Dechamaily Lont 19' Kim Hendriks 44' | Verslag      | 64', 109' Mao Itamura 75' Ella Van Kerkhoven 120' Kirsten van de Westeringh | Van Donge & De Roo Stadion, Rotterdam Scheidsrechter: Nicholas Henon |

|                            |                  |              |                                                                    |                                                             |
| 15 februari 2025 17.45 uur | NAC Breda (2)    | 1 – 3 (n.v.) | Saestum (3)                                                        | Sportpark Heksenwiel, Breda Scheidsrechter: Kylian Walthuis |
| 15 februari 2025 17.45 uur | Lynn Verhoef 39' | Verslag      | 51' Maaike Wenno 119' Jennifer van Holten 120' Samira van Otterloo | Sportpark Heksenwiel, Breda Scheidsrechter: Kylian Walthuis |

|                            |                                                                                     |       |             |                                                          |
| 16 februari 2025 16.45 uur | ADO Den Haag (1)                                                                    | 5 – 0 | Telstar (1) | Bingoal Stadion, Den Haag Scheidsrechter: Wendy Gijsbers |
| 16 februari 2025 16.45 uur | Manon van Raay 53' (pen.), 63', 80' Cheyenne van den Goorbergh 58' Floortje Bol 85' |       |             | Bingoal Stadion, Den Haag Scheidsrechter: Wendy Gijsbers |

#### Kwartfinales
|                         |                   |                                                                  |               |                                                                         |
| 14 maart 2025 19.30 uur | sc Heerenveen (1) | 0 – 3                                                            | Feyenoord (1) | Sportpark Skoatterwâld, Heerenveen Scheidsrechter: Jessey van Pinxteren |
| 14 maart 2025 19.30 uur |                   | 62' Ella Van Kerkhoven 68' Romée van de Lavoir 70' Sanne Koopman |               | Sportpark Skoatterwâld, Heerenveen Scheidsrechter: Jessey van Pinxteren |

|                         |                                                                   |              |                                                  |                                                            |
| 15 maart 2025 15.00 uur | Saestum (3)                                                       | 2 – 2 (n.v.) | Fortuna Sittard (1)                              | Sportpark Noordweg, Zeist Scheidsrechter: Marisca Overtoom |
| 15 maart 2025 15.00 uur | Samira van Otterloo 19' Maaike Wenno 111'                         |              | 82' Moïsa van Koot 114' (e.d.) Anniek Smulders   | Sportpark Noordweg, Zeist Scheidsrechter: Marisca Overtoom |
| 15 maart 2025 15.00 uur | Strafschoppen                                                     |              |                                                  | Sportpark Noordweg, Zeist Scheidsrechter: Marisca Overtoom |
| 15 maart 2025 15.00 uur | Iris Aalbertsen Anniek Smulders Jennifer van Holten Mila Robichon | 4 – 1        | Moïsa van Koot Venla Lindfors Rosa van Wershoven | Sportpark Noordweg, Zeist Scheidsrechter: Marisca Overtoom |

|                         |                        |       |                  |                                                                 |
| 15 maart 2025 19.00 uur | FC Twente (1)          | 1 – 0 | ADO Den Haag (1) | Sportpark Schreurserve, Enschede Scheidsrechter: Sterre Bijlsma |
| 15 maart 2025 19.00 uur | Jaimy Ravensbergen 14' |       |                  | Sportpark Schreurserve, Enschede Scheidsrechter: Sterre Bijlsma |

|                         |                  |       |                                             |                                                                 |
| 16 maart 2025 13.00 uur | AZ (1)           | 1 – 2 | PSV (1)                                     | AFAS Trainingscomplex, Wijdewormer Scheidsrechter: Julia van Es |
| 16 maart 2025 13.00 uur | Fieke Kroese 15' |       | 70' Melanie Bross 87' (pen.) Riola Xhemaili | AFAS Trainingscomplex, Wijdewormer Scheidsrechter: Julia van Es |

#### Halve finales
|                         |                      |         |                                                                          |                                                        |
| 12 april 2025 14.00 uur | Saestum (3)          | 1 – 5   | FC Twente (1)                                                            | Sportpark Noordweg, Zeist Scheidsrechter: Julia van Es |
| 12 april 2025 14.00 uur | Jill van de Haar 15' | Verslag | 7', 59' Charlotte Hulst 39', 45+2' Jaimy Ravensbergen 54' Nikée van Dijk | Sportpark Noordweg, Zeist Scheidsrechter: Julia van Es |

|                         |               |         |                                                        |                                                      |
| 15 april 2025 20.00 uur | Feyenoord (1) | 0 – 3   | PSV (1)                                                | Varkenoord, Rotterdam Scheidsrechter: Wendy Gijsbers |
| 15 april 2025 20.00 uur |               | Verslag | 15' Renate Jansen 62' Fenna Kalma 76' Shanique Dessing | Varkenoord, Rotterdam Scheidsrechter: Wendy Gijsbers |

#### Finale
|                                         |                   |               |                                              |                                                                                             |
| 10 mei 2025 14.00 uur Finale KNVB Beker | PSV               | 1 – 2 (0 – 0) | FC Twente                                    | Het Kasteel, Rotterdam Scheidsrechter: Marisca Overtoom Video-assistent: Lizzy van der Helm |
| 10 mei 2025 14.00 uur Finale KNVB Beker | Renate Jansen 74' | Verslag       | 52' Lynn Groenewegen 65' Kayleigh van Dooren | Het Kasteel, Rotterdam Scheidsrechter: Marisca Overtoom Video-assistent: Lizzy van der Helm |

| PSV | FC Twente |

| PSV               |    |                  |         |
|                   |    |                  |         |
| DV                | 1  | Nicky Evrard     |         |
| LB                | 25 | Emma Frijns      | 76'     |
| CV                | 4  | Veerle Buurman   |         |
| CV                | 3  | Gwyneth Hendriks | 21'     |
| RB                | 2  | Sara Thrige      | 6'      |
| CVM               | 6  | Sisca Folkertsma | 50'     |
| CVM               | 20 | Nina Nijstad     |         |
| LM                | 17 | Lore Jacobs      | 46'     |
| AM                | 11 | Renate Jansen    |         |
| RM                | 27 | Riola Xhemaili   |         |
| SP                | 29 | Fenna Kalma      |         |
| Wisselspeelsters: |    |                  |         |
| VD                | 18 | Shanique Dessing | 21' 76' |
| AV                | 19 | Fleur Stoit      | 46'     |
| AV                | 9  | Joëlle Smits     | 76'     |
| MV                | 21 | Robine Lacroix   | 76'     |
| DV                | 16 | Lisan Alkemade   |         |
| VD                | 24 | Emmeke Henschen  |         |
| DV                | 26 | Moon Pondes      |         |
| VD                | 44 | Anissa Chibani   |         |
| Trainer:          |    |                  |         |
| Roeland ten Berge |    |                  |         |

| FC Twente         |    |                     |         |
|                   |    |                     |         |
| DV                | 1  | Daniëlle de Jong    |         |
| LB                | 11 | Alieke Tuin         | 39' 86' |
| CV                | 4  | Lieske Carleer      |         |
| CV                | 5  | Anna Knol           |         |
| RB                | 12 | Leonie Vliek        | 78'     |
| LM                | 10 | Kayleigh van Dooren |         |
| CM                | 8  | Danique van Ginkel  |         |
| RM                | 6  | Lynn Groenewegen    |         |
| LV                | 14 | Liz Rijsbergen      |         |
| SP                | 9  | Jaimy Ravensbergen  | 46'     |
| RV                | 7  | Charlotte Hulst     | 46'     |
| Wisselspeelsters: |    |                     |         |
| AV                | 17 | Amanda Andradóttir  | 73'     |
| VD                | 2  | Kim Everaerts       | 86'     |
| AV                | 20 | Nikée van Dijk      | 86'     |
| DV                | 16 | Diede Lemey         |         |
| MV                | 18 | Sophie te Brake     |         |
| MV                | 19 | Sophie Proost       |         |
| AV                | 21 | Eva Oude Elberink   |         |
| DV                | 22 | Fiene Bussman       |         |
| MV                | 24 | Daniela Galic       |         |
| MV                | 25 | Imre van der Vegt   |         |
| DV                | 26 | Kiki Vissers        |         |
| Trainer:          |    |                     |         |
| Joran Pot         |    |                     |         |

| KNVB Beker 2024/25     |
| ---------------------- |
| FC Twente Vierde titel |

## Statistieken

#### Doelpuntenmaaksters
4 doelpunten
- Samira van Otterloo (Saestum)
- Fenna Kalma (PSV)

3 doelpunten
- Manon van Raay (ADO Den Haag)
- Jaimy Ravensbergen (FC Twente)

2 doelpunten
- Eefje van den Nieuwenhof (DTS Ede)
- Mao Itamura (Feyenoord)
- Ella Van Kerkhoven (Feyenoord)
- Femke Prins (Fortuna Sittard)
- Lynn Verhoef (NAC Breda)
- Shanique Dessing (PSV)
- Renate Jansen (PSV)
- Riola Xhemaili (PSV)
- Jill van de Haar (Saestum)
- Maaike Wenno (Saestum)
- Anne Sellies (Ter Leede)
- Kayleigh van Dooren (FC Twente)
- Charlotte Hulst (FC Twente)

1 doelpunt
- Floortje Bol (ADO Den Haag)
- Cheyenne van den Goorbergh (ADO Den Haag)
- Fieke Kroese (AZ)
- Desiree van Lunteren (AZ)
- Floor Spaan (AZ)
- Rachel van Netten (DSS)
- Jill Pijnappels (DTS Ede)
- Dechamaily Lont (Excelsior)
- Kim Hendriks (Excelsior)
- Sanne Koopman (Feyenoord)
- Romée van de Lavoir (Feyenoord)
- Kirsten van de Westeringh (Feyenoord)
- Sanne Arons (Fortuna Sittard)
- Moïsa van Koot (Fortuna Sittard)
- Jet van Beijeren (sc Heerenveen)
- Lenny van Grotel (Jong PSV)
- Stephanie Coelho Aurélio(NAC Breda)
- Brigitte Franken(NAC Breda)
- Kamal Laamouz (NAC Breda)
- Fleur Mol(NAC Breda)
- Cacharel Promes(NAC Breda)
- Sterre Kroezen (PEC Zwolle)
- Melanie Bross (PSV)
- Nina Nijstad (PSV)
- Joëlle Smits (PSV)
- Jennifer van Holten (Saestum)
- Indi van Dalen (Sparta Rotterdam)
- Lotje de Keijzer (FC Utrecht)
- Lynn Groenewegen (FC Twente)
- Rose Ivens (FC Twente)
- Nikée van Dijk (FC Twente)

Eigen doelpunt
- Anniek Smulders (Saestum; tegen Fortuna Sittard)